# Falco
Falco Linnaeus, 1758 è un genere di uccelli rapaci della famiglia dei Falconidi diffusi in tutto il globo. È uno dei tre generi della sottofamiglia Falconinae.
La struttura corporea e il piumaggio di questi falchi dimostrano che essi sono perfettamente adatti a catturare prede vive, sia in acqua sia su territori aperti. I cosiddetti falchi nobili (tra cui sono compresi i falchi cacciatori, i falchi pellegrini, i falchi lodolai, i falchi della regina e gli smerigli) sono superiori a tutti gli altri animali sia per la velocità che possono raggiungere in volo, sia per la straordinaria rapidità con cui si calano in picchiata con vigorosi battiti delle ali. I falchi «libratori» (che comprendono i gheppi, i falchi grigi e i falchi cuculi), al contrario, catturano la preda a terra, dopo aver perlustrato il territorio librandosi immobili nell'aria, oppure calandosi in picchiata da un punto di vedetta.

## Descrizione
Tra il più piccolo e il più grande rappresentante del genere Falco vi sono differenze di peso e di dimensioni marcatissime; il gheppio americano (Falco sparverius), ad esempio, pesa all'incirca 100 g, mentre la femmina del girfalco (Falco rusticolus) può raggiungere un peso di 2000 g; tutti i Falconidi presentano comunque le seguenti caratteristiche:
- Capo piuttosto piccolo, occhi grandi e piuttosto scuri, circondata da una zona cutanea glabra; striature scure sulle guance; becco robusto fortemente arcuato, provvisto di una tagliente sporgenza su entrambi i margini del ramo superiore, e di corrispondenti incavi nel ramo inferiore; narici arrotondate, in genere munite al centro di una piccola protuberanza.
- Corpo di linea aerodinamica, con ali lunghe e appuntite, e coda generalmente piuttosto lunga.
- Piumaggio formato da penne dure; zampe robuste, con dita molto lunghe, soprattutto le centrali.

Al contrario degli Accipitridi, che uccidono le prede con gli acuminati artigli delle zampe, i Falconidi si servono degli arti inferiori soltanto per afferrare e trattenere le vittime, che uccidono poi spezzando loro la nuca con il becco.

## Biologia
I falchi non costruiscono nidi, ma depongono e covano le uova nei vecchi nidi di altri uccelli, all'interno di alberi cavi, su spuntoni rocciosi, oppure in un avvallamento che scavano nel terreno. Le uova hanno il guscio giallo, coperto di macchie brune più o meno fitte.
La femmina, soprattutto di maggiori dimensioni, è notevolmente più grande e pesante del maschio. Tale fatto sembra avere una funzione alquanto importante nella suddivisione dei compiti durante l'incubazione delle uova e l'allevamento dei piccoli: il maschio infatti, grazie alla sua maggiore velocità, provvede a procurare il cibo per l'intera famiglia, mentre la femmina si assume l'onere della cova, dell'assistenza e della difesa dei figli. Soltanto quando essi non hanno più bisogno di protezione, ma nello stesso tempo è loro necessaria una alimentazione più abbondante, anche la femmina si dedica alla caccia, riuscendo spesso a catturare prede più grandi di quelle uccise dal compagno. Per quasi tutti i falconini l'incubazione dura circa 30 giorni, mentre il periodo che i piccoli trascorrono nel nido si aggira sulle 4 settimane per le specie minori, e attorno alle 7 per quelle maggiori.

## Tassonomia
Comprende le seguenti specie:

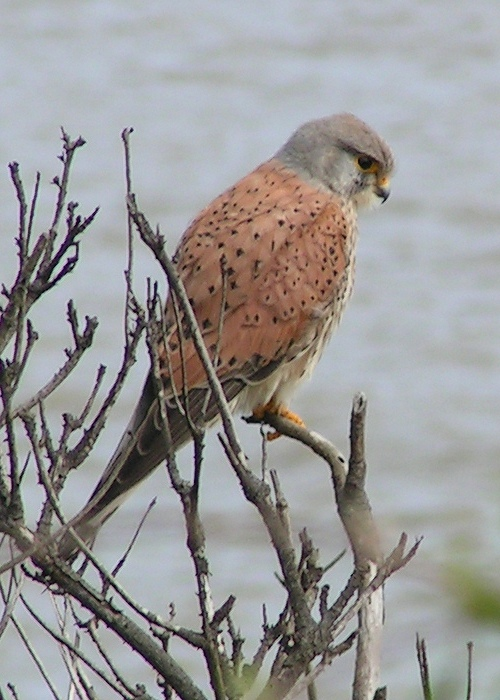
Gheppio comune
Falco tinnunculus

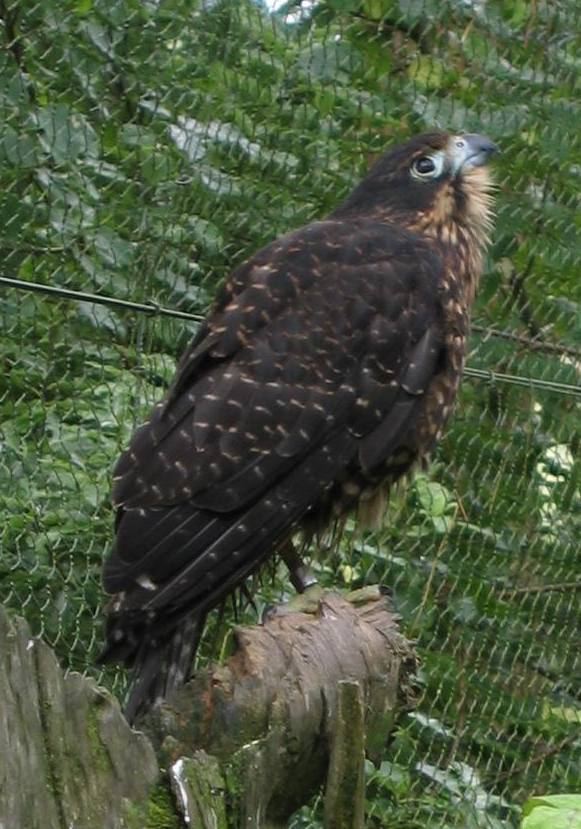
Falco della Nuova Zelanda
Falco novaeseelandiae

Nidificanti in Italia (v. voce apposita su wikipedia):
- Falco biarmicus Temminck, 1825 - lanario
- Falco eleonorae Géné, 1839 - falco della regina
- Falco naumanni Fleischer, JG, 1818 - grillaio
- Falco peregrinus Tunstall, 1771 - falco pellegrino comune
- Falco subbuteo Linnaeus, 1758 - lodolaio eurasiatico
- Falco tinnunculus Linnaeus, 1758 - gheppio comune
- Falco vespertinus Linnaeus, 1766 - falco cuculo

Presenti in Italia ma non nidificanti (v. Checklist della fauna italiana):
- Falco cherrug Gray, JE, 1834 - falco sacro
- Falco columbarius Linnaeus, 1758 - smeriglio
- Falco pelegrinoides Temminck, 1829 - falco di Barberia

Non presenti normalmente in Italia:
- Falco rupicolus Daudin, 1800 - falco sudafricano
- Falco newtoni (Gurney, 1863) - gheppio del Madagascar
- Falco punctatus Temminck, 1821 - gheppio di Mauritius
- Falco duboisi † Cowles, 1994 - gheppio di Riunione
- Falco araeus (Oberholser, 1917) - gheppio delle Seychelles
- Falco moluccensis (Bonaparte, 1850) - gheppio macchiato
- Falco cenchroides Vigors & Horsfield, 1827 - gheppio australiano
- Falco sparverius Linnaeus, 1758 - gheppio americano
- Falco rupicoloides Smith, A, 1829 - gheppio maggiore
- Falco alopex (Heuglin, 1861) - gheppio volpino
- Falco ardosiaceus Vieillot, 1823 - gheppio grigio
- Falco dickinsoni Sclater, PL, 1864 - gheppio di Dickinson
- Falco zoniventris Peters, W, 1854 - gheppio fasciato
- Falco chicquera Daudin, 1800 - falco collorosso
- Falco amurensis Radde, 1863 - falco dell'Amur
- Falco concolor Temminck, 1825 - falco fuligginoso
- Falco femoralis Temminck, 1822 - falco aplomado
- Falco rufigularis Daudin, 1800 - falco dei pipistrelli
- Falco deiroleucus Temminck, 1825 - falco pettoarancio
- Falco cuvierii Smith, A, 1830 - lodolaio africano
- Falco severus Horsfield, 1821 - lodolaio orientale
- Falco longipennis Swainson, 1838 - lodolaio australiano
- Falco novaeseelandiae Gmelin, JF, 1788 - falco di Nuova Zelanda
- Falco berigora Vigors & Horsfield, 1827 - falco bruno
- Falco hypoleucos Gould, 1841 - falco grigio
- Falco subniger Gray, GR, 1843 - falco nero
- Falco jugger Gray, JE, 1834 - falco laggar
- Falco rusticolus Linnaeus, 1758 - girfalco
- Falco mexicanus Schlegel, 1850 - falco delle praterie
- Falco fasciinucha Reichenow & Neumann, 1895 - falco delle Taita